# کریستینا زوسیک
کریستینا زوسیک (آلمانی: Christina Sussiek؛ زادهٔ ۴ مارس ۱۹۶۰) دونده زن اهل آلمان بود.